# Varnost in zdravje pri delu
Várnost in zdrávje pri délu (VZD, OSH) je interdisciplinarno področje, ki se ukvarja z varnostjo, zdravjem in blagostanjem ljudi, ki sodelujejo pri delu ali zaposlitvi. Posredno se ukvarja tudi z zaščito sodelavcev, družinskih članov, delodajalcev, oskrbovalcev, bližnjih sosesk in drugih članov javnosti, na katere vpliva delovno okolje.

## Definicija
Že od leta 1950 imata Mednarodna organizacija dela (MOD, ILO) in Svetovna zdravstvena organizacija (SZO, WHO) skupno opredelitev zdravja pri delu. Na svoji prvi seji jo je leta 1950 sprejela skupna komisija MOD in SZO in jo posodobila na svoji dvanajsti seji leta 1995. Glasi se takole: »Zdravje pri delu naj si prizadeva za: promocijo in ohranjanje najvišje ravni telesnega, duševnega in socialnega blagostanja delavcev v vseh poklicih; preprečevanje odsotnosti delavcev z dela zaradi zdravstvenih težav, povezanih z delovnimi razmerami; zaščito delavcev pred nevarnostmi, ki jih predstavljajo zdravju škodljivi dejavniki; umestitev in ohranjanje delavca v okolju, prilagojenemu njegovim fiziološkim in psihološkim sposobnostim; skratka za prilagoditev dela človeku in vsakega človeka njegovemu delu«.
Pogosto navajani razlogi za skrb za zdravje in varnost pri delu so:
- moralni - zaposleni in drugi v delovnem okolju naj se pri delu ne izpostavljajo nevarnosti.
- gospodarski - mnoge vlade se zavedajo, da neustrezne delovne razmere pomenijo za državo velike stroške (npr. izplačila socialnih zavarovanj, stroški zdravstvene oskrbe in izguba zaposljivosti delavca). Zaposlitvene organizacije imajo stroške tudi ob nesrečah pri delu (npr. pravne kazni, globe, kompenzacijska škoda, čas preiskave, zastoj proizvodnje, izguba naklonjenosti delovne sile, strank in širše skupnosti).
- pravni - varnost in zdravje pri delu zahtevajo različni predpisi.

## Razlogi za varnost in zdravje pri delu
Moralni
dolžnost skrbnega ravnanja; nesprejemljivo dajanje zdravja in varnost ljudi v nevarnost; odnos družbe do moralne obveznosti; narediti moralno zadevo višjemu vodstvu
Pravni
preventivni (izvrševanje), kazenske (po kazenskih sankcijah) in kompenzacijski učinki zakona
Ekonomski
neposredni in posredni stroški povezani z incidenti in njihov vpliv na organizacijo, da so vključeni zavarovani in nezavarovani stroški

## Zdravje pri delu ter sistemi za upravljanje varnosti

### Mednarodni
Mednarodna organizacija dela (ILO): je objavila standard leta 2001 naslovljen ILO-OSH 2001, ki je podoben OHSAS 18001. Sistem je osnovan na petih korakih Politika, Organizacija, Načrtovanje in Implementacija, Ocenjevanje in Akcija za izboljšanje. Ta je podprt z revidiranjem s poudarkom na nadaljnjo izboljšavo. ILO upravljalni sistem je bil vzpostavljen za pomoč delodajalcem pri ohranitvi koraka s hitrimi premiki in konkurenčnimi industrijskimi okolji. ILO priznava, da je nacionalna zakonodaja ključna, toda včasih nezadostna sama po sebi za izzive s katerimi se sooča industrija ter tako izvoljena da zagotovi zastonj in odprto distribucijo administrativnih orodij v obliki poklicnega zdravstvenega in varnostnega upravljalnega sistemskega vodstva za vse. Ta odprti forum je namenjen za preskrbo z orodji za industrijo, da bi ustvarila varna in zdrava delovna okolja in pozitivno varnostno kulturo znotraj organizacije.
OHSAS 18000 je mednarodna poklicno zdravstveno in varnostno upravljalna sistemska specifikacija. Sestoji iz dveh delov, 18001 in 18002 ter zajema številne druge publikacije. OHSAS 18000 je mednarodno priznana ocenitvena specifikacija za poklicno zdravstvene in varnostne upravljalne sisteme. Razvita je bila z izbiro vodilnih trgovskih teles, mednarodnih standardov in certifikacijskih teles za soočenje z luknjo kjer noben tretje-strankarski certifikacijski mednarodni standard ne obstaja. Ta mednarodno priznana specifikacija za poklicno zdravstveni in varnostni upravljalni sistem deluje na podlagi politike, načrtovanja, implementacije in operacije, preverjanja in pravilne akcije, pregleda upravljanja, in nadaljnih izboljšav.
Britanski standardi - Poklicno zdravstveni in varnostni upravljalni sistemski zahtevani standard OHSAS 18001 je bil ustvarjen v okvirih serije ISO standardov. Tako se lahko bolje integrira v večji sistem ISO certifikacij. ISO 9001 kvalitetni upravljalni sistemi in ISO 14001 okoljevarstveni upravljalni sistem lahko delujeta skupaj z OHSAS 18001 kot dopolnilo drug drugega in oblikujejo boljši sistem. Vsaka komponenta sistema je specifična, preverljiva, in akreditirana s strani tretje stranke po pregledu.
Prav tako sta Standards Australia in francoska Association Francise de Normalization (ANFOR)  razvila poklicne varnostne in zdravstvene upravljalne standarde.

### Velika Britanija
Napotek HSG65: Uspešno upravljanje zdravja in varnosti, doseže sistematično upravljanje varnosti in zdravja skozi šest stopenjskega sistema, politika, organiziranje, načrtovanje in izvajanje, merjenje uspešnosti, pregled uspešnosti. Te komponente so vse povezane z revizijskim sistemom, ki zagotavlja ocenjevanje in povratne informacije za izboljšanje učinkovitosti. Ta sistematični pristop omogoča fleksibilnost za podjetja z dobrim poslovnim načrtovanjem s strateško uporabljenimi sredstvi v skladu s prednostnimi nalogami tveganja.

## Nacionalna zakonodaja pri izvajanju

### Evropska unija
V Evropski uniji so države članice ustanovile oblasti, da bi zagotovile osnovne zakonske zahteve v zvezi z zdravjem in varnostjo pri delu. V mnogih državah EU, je močno sodelovanje med delodajalcem in sindikati, da se lahko zagotovi dobro zdravje pri delu, kot je znano, ima to prednosti tako za delavca (z ohranjanjem zdravja), kot tudi za podjetja (z izboljšanjem produktivnosti in kakovosti). Leta 1996 je bila ustanovljena Evropska agencija za zdravje in varnost pri delu.
Vse države članice Evropske unije so v zakonodajo prenesle serijo direktiv, ki določajo minimalne standarde glede varstva in zdravja pri delu. Te direktive (od katerih jih je približno 20 na različne teme), imajo enako strukturo, ki zahteva od delodajalca, da ocenijo tveganja na delovnem mestu in da na voljo ukrepe za preventivne ukrepe, ki temeljijo na hierarhiji nadzora. Ta hierarhija se začne z odpravo nevarnosti in konča z osebno varovalno opremo.
Nekatere države članice pa priznavajo, da nimajo nadzora kakovosti v poklicnih varnostnih storitvah, v primerih, ko analiza tveganja poteka brez kakršnih koli obiskov na delovnem mestu in nezadostno izvajanje nekaterih direktiv EU o Varnosti in zdravju pri delu. Na podlagi tega je presenetljivo, da se skupni družbeni stroški, z delom povezanih zdravstvenih težav in nesreč, razlikujejo od 2,6% do 3,8% BDP med državami članicami.
Združeno kraljestvo
V Veliki Britaniji se zdravstvene in varnostne zahteve začnejo izvajati s strani zdravja in varnosti izvršnega in lokalnih oblasti (mestni svet), v okviru varstva in zdravja pri delu.. V Veliki Britaniji je čedalje bolj regulativni trend oddaljen od predpisanih pravil in k oceni tveganja. Nedavne velike spremembe zakonov, ki urejajo upravljanje z azbestno in požarno varnostjo, sprejemajo oceno tveganja.
Danska
Na Danskem varnost in zdravje ureja danski zakon o delovnem okolju in sodelovanju na delovnem mestu. Danski organ za delovno okolje izvaja inšpekcijske preglede podjetij, določa podrobnejša pravila o zdravju in varnosti pri delu in zagotavlja informacije o zdravju in varnosti pri delu. Rezultat vsakega pregleda se objavi na spletni strani danske Delovne agencije za okolje, tako da se lahko širša javnost, sedanji in bodoči zaposleni, stranke in drugi, seznanijo ali je neka organizacija že opravila pregled ali bi to želela.

### Združene države Amerike
V Združenih državah Amerike je akt o Zdravju in varstvu pri delu ustanovil Inštitut za zdravje in varstvo (OSHA). OSHA je v Ameriškem ministrstvu za delo, odgovoren za razvoj in uveljevljanja varnosti na delovnem mestu in zdravstvene predpise. NIOSH je v Ameriškem ministrstvu za zdravje in človekove potrebe, osredotočen na raziskave, informiranja, izobraževanja in usposabljanja v varnosti in zdravju.
OSHA ureja zdravje in varstvo pri delu od leta 1971. Ureditev zdravja in varnosti je bilo za omejeno število v posebej določenih panogah v veljavi že več desetletij pred tem in splošni predpisi s strani nekaterih posameznih držav, so bili v veljavi že pred ustanovitvijo OAHA-e.

### Kanada
V Kanadi so delavci zaščiteni v deželnem ali po zveznem zakoniku o delu, odvisno v katerem sektorju so zaposleni. Delavci iz zajete zvezne zakonodaje (vključno s tistimi iz rudarstva, transporta ter javne uprave) so zajeta v kodeksu dela v Kanadi; vsi ostali delavci pa so zaščiteni po zakonodaji zdravja in varnosti v prvinci kjer delajo. Kanadski center za zdravje in varnost (CCOHS)v agenciji vlade Kanade je bil ustanovljen leta 1978 po aktu iz parlamenta. Akt je temeljil na prepričanju da ima vsak kanadčan temeljno pravico do zdavega in varnega okolja. Kanadski center za zdravje in varnost (CCOHS) ima pooblastila za izvajanje zdravja in varnosti na delovnih mestih za prepečevanje delovnih poškodb ter bolezni.

### Malezija
V Maleziji urad za poklicno varnost in zdravje (DOSH) je pod ministrstvom za človeške vire ter je odgovorno za zagotovitev varnosti in blaginjo delavcev na državnem ter privanem sprejetem sektorju. DOSH je odgovoren za uveljavljanje akta o tovarnah ter delvnih strojih iz leta 1969 in akta iz varnosti ter zdravja o delu iz leta 1994.

### Ljudska republika Kitajska
V Ljudski republiki Kitajski je ministrstvo za zdravje odgovorno za poklicno preprečevanje bolezni in državno uravo za varnostna vprašanja pri delu. Na deželi ter občinski ravni je zdrvstveni nadzor na lokalnih uradih za delo ter varnost. "Poklicna bolezen" zakon o nadzoru iz Ljudske republike Kitajske je začel veljati 1 maja 2002. Zakon o varnosti pa 1 novembra leta 2002.

## Vloge in odgovornosti za profesionalno varnost in zdravje pri delu strokovnjaki

### Varnostni strokovnjaki v Evropi
Na Norveškem, glavne zahtevane naloge poklicnega zdravstvenega in varstvenega praktika vključujejo:
- Ocena delovnega okolja
- Podpora preventivnih ukrepov, ki izključujejo vzroke za bolezen na delovnem mestu
- Dajanje informacij glede zdravja zaposlenih
- Dajanje informacij glede poklicne higiene, ergonomije in toi m yvmdi okoljskih in varnostnih tveganj na delovnem mestu

Na Nizozemskem, zahtevane naloge za zdravstveno in varnostno osebje so samo skupno definirane in vključujejo:
- Prostovoljni zdravstveni pregledi
- Soba za svetovanje o delovnem okolju za delavce
- Ocena zdravstvenega stanja (če je nujno za dotično delo)

Glavni vpliv na nizozemski zakon za službo glede varnostnega poklicnega delavca je preko zahteve, da vsak delodajalec uporablja usluge certificirane službe za delovne razmere, da jim svetujejo glede zdravja in varnosti.Certificirana služba mora zaposlovati zadostno število štirih tipov certificiranih strokovnjakov za kritje tveganj v organizacijah, ki uporabljajo te usluge:
- Strokovnjak za varnost
- Strokovnjak za higieno
- Strokovnjak za fizično zdravje
- Specialist za delo in organizacijo

### Varnostni strokovnjaki v ZDA
Glavne naloge, ki jih izvajajo OHS zdravniki v ZDA so:
•     Razvijati procese, postopke, merila, zahteve in metode za doseganje najboljšega možnega upravljanja tveganj in izpostavljenosti, ki lahko povzročijo škodo ljudem in poškodbe lastninam ali okolju;
•     Uporabiti dobre poslovno prakso in gospodarska načela za učinkovito rabo virov, da damo pomembnost varnostnim procesom
•     Spodbujati druge člane družbe, da prispevajo z izmenjavo idej in z drugimi različnimi pristopi zagotoviti, da vsi v korporaciji ki imajo OHS znanje da imajo funkcionalno vlogo pri razvoju in izvajanju varnostnih postopkov;
•     Ocenitev storitve, rezultati, metode, oprema, delovne postaje, in postopki z uporabo kvalitativnih in kvantitativnih metod za prepoznavanje nevarnosti in izmeriti s tem povezana tveganja;
•     Preučiti vse možnosti, učinkovitosti, zanesljivoste in izdatke za doseganje najboljših rezultatov za zaskrbljeno podjetje
Znanja, ki ga zahtevajo OHS poklici v ZDA so:
•     Ustavna in sodna praksa nadzorovane varnosti, zdravje in okolje
•     Operativni postopki za načrtovanje / razvoj varnih delovnih praks
•     Varnost, zdravje in okoljske vede
•     Zasnova nevarnosti nadzornih sistemov (ti varovanje pred padci)
•     Zasnova dokumentiranja sistemov, ki upoštevajo zbirko upoštevati, kakor tudi skladiščenje, razlago in razširjanje
•     Matematika in statistika
•     Procesi in sistemi za doseganje varnosti skozi oblikovanja
Nekatere spretnosti, ki jih zahtevajo poklici OHS v ZDA in vključujejo (vendar niso omejeni na):
•     Razumevanje in zveza s sistemi, politik in pravil
•     Imeti preglede in kontrolne metode za morebitne nevarne izpostavljenosti
•     Matematične in statistične analize
•     Proučevanje nevarnih proizvodov
•     Načrtovanje varnih delovnih praks za sisteme, objekte in opremo
•     Razumevanje in uporaba varnosti, zdravja, okolja in informatike za izboljšanje postopkov
•     Medosebne komunikacijske spretnosti

## Razlike na različnih lokacijah
Zato ker različne države uporabljajo različne pristope za zagotovitev varnosti in zdravja pri delu področja od OSH se morajo osredotočiti na države in regije. Podobno najdbam pri ENSHPO, raziskave na inštitutu v Avstraliji, ter je medicina tudi ugotovila v Veliki britaniji da je treba dati večji poudarek v zvezi z delovnimi boleznimi. Nasprotno je v Zda in Avstraliji. Od organizacije OHS je strokovno da se podjetja in vodje zavedajo vprašanj s katerimi se srečujejo v zvezi z varstvom ter zdravjem pri delu do načel ter zakonodaje. V nekaterih delih Evrope se natanko dogaja to da: "Skoraj polovica višjih menedžerjev in direktorjev podjetij nima razumevanja za zdravje in varnost pri delu ter z njimi povezanih obveznosti".

## Prepoznavanje nevarnosti pri varnosti in zdravju pri delu

### Nevarnosti, tveganja, rezultati
Terminologija, uporabljena v VZD se med državami razlikuje, vendar na splošno:
- Nevarnost je nekaj, kar lahko škoduje, če ni pod nadzorom.
- Rezultat je škoda, ki je posledica nenadzorovanja nevarnosti.
- Tveganje je kombinacija verjetnosti, da bo prišlo predvsem do rezultata in resnosti škode.

"Nevarnost", "tveganje" in "rezultat" se uporabljajo na drugih področjih, na primer za oceno okoljske škode ali poškodovane opreme. Vendar pa v okviru zdravja "škoda" na splošno opisuje neposredno ali posredno poslabšanje, začasno ali trajno, s telesno, duševno ali socialno dobro počutje delavcev. Na primer, ponavljajoče ročno premeščanje težkih bremen, je nevarnost. Rezultat bi lahko bil mišično-kostno obolenje ali akutna ponovitev. Tveganje se lahko številčno izrazi (npr. 0,5 ali 50/50 možnosti, da izid nastopi v enem letu), v relativnem smislu (visoko/srednje/nizko), ali z večdimenzionalnim sistemom razvrščanja (npr. stanje, posebna tveganja).

### Ocena nevarnosti
Analiza tveganj in ocena nevarnosti je proces v katerem so posamezne nevarnosti na delovnem mestu opredeljene, ocenjene, nadzorovane, odpravljene čim bližje viru (mesto nevarnosti) čim bolj smiselno in možno. Kot tehnologije, viri, socialna pričakovanja ali regulativne zahteve sprememb, analiza tveganj bolj osredotoča na kontrolo proti viru nevarnosti. Taka nevarnost za nadzor je dinamičen program preprečevanja. Nevarnosti, ki temeljijo na programu imajo tudi prednost, da ne dodeljujejo ali namigujejo, da so "sprejemljiva tveganja" na delovnem mestu. Nevarnost, ki temelji na programu, ne bo mogel odpraviti vseh tveganj,vendar niti ne bo sprejel status "zadovoljivo" a še vedno tvegan-rezultat. Tisti, ki izračunajo in upravljajo s tveganjem so po navadi managerji, medtem ko pa tisti, ki so izpostavljeni tveganjem so različne skupine, delavci, nevarni pristop, ki temelji more obiti konflikt, ki jih ima na podlagi tveganja pristopu.

### Ocena tveganja
Sodobna poklicno varnostna in zdravstvena zakonodaja po navadi zahteva da oceno tveganja izvedejo preden naredijo intervencijo. Mišljeno je, da uprava tveganja zahteva omejitev tveganja na najnižji možni nivo.
Ta ocena mora vključevati:
- Identifikacija nevarnosti
- Identifikacija vseh vpletenih v nevarnost in na kakšen način
- Ocena tveganja
- Identifikacija in prioritizacija primernih varstvenih ukrepov

Računica tveganja je osnovana na možnosti narejene škode in resnosti posledic. To je lahko izraženo matematično kot kvantitivna ocena (z dopisom nizke, srednje in visoke verjetnosti in resnosti s številkami in njihovim zmnožkom za pridobitev faktorja tveganja), ali kvalitetno z opisom okoliščin v katerih nastane škoda.
Ocena mora biti zapisana in pregledana periodično in kadarkoli pride do znatnih sprememb pri delu. Ocena naj vključuje praktična priporočila za nadzor tveganja. Ko so priporočeni nadzori implementirani, mora biti tveganje preračunano za določitev da je bilo omejeno na sprejemljivo raven. Novo predstavljeni nadzori bi morali znižati tveganje za eno stopnjo, tj. z višje na srednjo ali s srednje na nizko.

## Skupne nevarnosti na delovnem mestu skupine

### Kanadsko razvrščanje
V Kanadi se nevarnosti razvrščajo v eno od šestih skupin:
1. Varnost (premikajoči stroji, delo na višini, spolzke površine, mobilne naprave, itd)

2. Ergonomija (industrijska oprema, okolje, organizacija dela, itd)

3. Kemični dejavniki

4. Biološki dejavniki

5. Fizikalni dejavniki (hrup, svetloba, sevanje, itd)

6. Psihosocialna (stres, nasilje, itd)

## Prihodnji razvoj
Varnost in zdravje pri delu zelo napreduje že od svojih začetkov v težkih industrijskih panogah. Zdaj že ima vpliv na vsakega delavca na delovnem mestu. Pristojnim za upravljanje varnosti in zdravja pa vse več delovnih nalog na tem področju. Najpomembnejša naloga je varovanje okolja. Zahtevana znanja za vodenje poklicnega zdravja in varnosti so združljivi z varstvom okolja, zato so te odgovornosti tako pomembne na delovnem mestu za zdravje in varnost delavcev.
zdravo delovno mesto
Na mednarodni ravni, je Svetovna zdravstvena organizacija (SZO) in Mednarodna organizacija za delo (ILO) začela pozornost usmerjati na delovno okolje. V državah v razvoju pa s projekti, kot so zdravo delovno mesto. [28] Poudarek je na dobrem zdravju delavcev.Države v razvoju so ujete v past: imajo manj sredstev za naložbe v VZD, vendar zaradi tega, morajo prav tako povečati stroške, povezanih z delovnimi bolezni in nesrečami.Factsheet 2007 od Evropske agencije za varnost in zdravje pri delu določa:
"Države z manj razvitimi sistemi VZD morajo imeti veliko višji odstotek BDP za delo, poškodbe in bolezni -prek virov od produktivnejših dejavnosti. [...] Mednarodna organizacija dela ocenjuje, da je z delom povezanih bolezni in nesreč strošek tudi do 10 odstotkov BDP. V Latinski Ameriki pa samo 2,6 odstotkov do 3,8-odstotnega v EU ". [29]

## Prihodnja tveganja
Nanotehnologija
Nanotehnolgija je še en primer nove tehologije z nekaj študijami ki so na voljo, da je tveganje za zdravje ljudi veliko. Švicarska raziskava stoosemintridesetih podjetij ki uporabljajo ali proizvajajo snovi iz nano delcev, je v letu 2006 povzročila štrideset izpolnjenih vprašalnikov. Petinšestdeset procentov družb navaja da ni bilo formalnega postopka ocene tveganja za obravnavo nanodelcev. Nanotehnologija v bližnji prihodnosti predstavlja strokovnjakom edinstven izziv za zdravje in varnost, zaradi njene kompleksnosti. Velikost delcev zaradi majhnosti kontaminirajo večino zaščitne opreme.Toksične vrednosti za makro delce v industrijskih snoveh postanejo netočne zaradi edinstvene narave nanodelcev.
Nanotehnologija v bližnji prihodnosti predstavlja edinstven izziv za zdravje in varnost strokovnjakov za predvidevanje in nadzor. To bo šele postalo bolj težko, kot tudi nanostrukturno bolj zapleteno.Velikost delcev postane tako majhna da jih ne zadržuje osebna zaščitna oprema in postane neučinkovita. V toksikoloških vrednostih makro snovi postanejo netočne ni edinstvene.Nanodelci glede zmanjšanja velikosti površine dramatično narašča vsak pospeševalni učinek ali kemično reaktivnost.V primerjavi z znano vrednostjo za makro snovi. To predstavlja nov izziv v bližnji prihodnosti. Ponovno bo potrebno razmisliti in posodobiti ukrepe za zaščito zdravja in dobrega počutja zaposlenih.Pri nano snovi najbolj običajne kontrole niso zadovoljivee. [31]

## Razmerje do psihologije zdravja
Poklicna zdravstvena psihologija (OHP), sorodna disciplina, je relativno novo področje, ki kombinira elemente poklicnega zdravja in varnosti, industrijsko/organizacijske psihologije, in zdravstvene psihologije. Področje se ukvarja z identifikacijo delovno povezanih psiholoških faktorjev, ki negativno vplivajo na zdravje delavcev. OHP se tudi ukvarja z razvojem poti za učinek na spremembe na delovnih mestih za izboljšanje zdravja ljudi, ki delajo. Za več podrobnosti o OHP, poglejte v sekcijo o poklicni zdravstveni psihologiji.

### Splošno
- Zdravje
- Delo
- Varnostni list
- Zadnji spust po Savi
- OHSAS 18001
- ANSI Z10
- Okolje, zdravje in varnost - EHS, HSE, SHE ali HES
- Material safety data sheet - MSDS
- Mountain & Plains ERC - NIOSH, ki jih financira Center za izobraževanje in raziskave v Koloradu
- Zdravje pri delu in varnostni sistemi upravljanja - OHSMS
- Medicinski Strokovnjaki Kanade
- Javna varnost

### Vladne organizacije
- Evropska agencija za varnost in zdravje pri delu
- Mednarodna organizacija dela
- Zakonik
- Kanadski center za zdravje in varnost (Kanada)
- Kongresni urad skladnosti (ZDA)
- Varno delo Avstralija[mrtva povezava] (Avstralija)
- Zdravje in varnost izvršni (Združeno kraljestvo)
- Zdravje za nasvetno linijo dela za mala podjetja Arhivirano 2022-02-02 na Wayback Machine. (Združeno kraljestvo)
- informacijski center za varstvo pri delu in zdravje (Izrael)
- Inštitut za medicino dela in varnost
- Mednarodna organizacija dela (Združeni Narodi)
- KOSHA: Korejska agencija za varnost in zdravje (Južna Koreja)
- Nacionalni inštitut za varnost in zdravje pri delu (ZDA)
- inštitut za varstvo pri delu (Indija)
- Nacionalni inštitut za zdravje pri delu (Norveška)
- Nacionalni inštitut za varstvo pri delu in zdravje (NIOSH Malezija) (Malezija)
- NIOSH Certificiranje Sdn Bhd Arhivirano 2017-08-03 na Wayback Machine. (NIOSH Malezija hčerinska družba)
- Nacionalni inštitut za varnost in zdravje Arhivirano 2011-10-11 na Wayback Machine. (Šrilanka)
- Uprava za varnost in zdravje pri (ZDA)
- Varno delo v Avstraliji (Avstralija)
- Varnost na delovnem mestu in Zdravstveni svet (Singapur)
- Varnost na delovnem mestu in zavarovalniški odbor (Ontario, Kanada)
- WorkSafe Victoria, Australia
- Varnost na delovnem mestu in Zdravstveni svet, Singapur

### Zakoni
- Zakon pri varnosti in zdravje pri delu (Združeno kraljestvo)
- Indonezijski zakon o varstvo pri delu pri delu 1970 No.1/1970  (Indonezija)
- Zakon o varnosti in zdravju pri delu (ZDA)
- Zakon o varnosti in zdravju pri delu 1991 (Australia)
- Zakon o varnosti in zdravju pri delu 1994 (Malezija)
- Časovna linija in ureditev velikega ameriškega okolja in zdravja pri delu
- Varnost na delovnem mestu in Zakon o zdravstvenem varstvu (Singapur)

### Tožbe
- Primer Castillo Vs Kmetije v Ohiu

### Povezana področja
- Epidemiologija
- Ergonomija
- Psihologija
- Toksikologija
- Gradbeniška varnost
- Okoljsko zdravje
- Okolje, zdravje in varnost
- Ergonomija, Udeležba Ergonomije
- Analiza tveganj
- Nevarnosti preprečevanje
- HAZOP
- Industrijska higiena
- Industrijski inženiring
- Infekcijski nadzor
- Rudniška varnost
- Zdravje pri delu psihologija
- Medicina Dela
- Procesa varnostnega upravljanja
- Javno zdravje
- Varnostni inženiring

### Okoljski standardi na delovnem mestu
- ISO 8518
- ISO 8672
- ISO 8760 - ISO 8762
- ISO 9486 - ISO 9487
- ISO 11041
- ISO 11174
- ISO 14001
- ISO 15202
- ISO 15767
- ISO 16107
- ISO 16200
- ISO 16702
- ISO 16740
- ISO 17733 - ISO 17734
- ISO 17737
- ISO 20552
- MS 1722 (Malaysia Standard)

### Drugo
- Poklicna bolezen
- Karōshi
- Aktivna Agenda je brezplačen in odprti vir projektev za zmanjšanje tveganja na delovnem mestu.
- Odvetniki za ranjene delavce (AIW)
- Azbestoza - Spori za nadomestila in odgovornost
- Kanadska družba za inženiring za varnost
- Invalidsko Upravljanje
- Examinetics - mobilni pregled zdravja
- Hazards Velika Britanija, revija, ki temelji kot samostojna, sindikat prijazen do zdravja in varnostna revija
- Inštitut za medicino pri delu
- Juliana Mateo Fundacija za invalide kmete
- NIOSH Močna orodja za podatke
- Okoljsko zdravje in oskrba
- Poklicna higiena
- Poklicne bolezni
- Poklicna rehabilitacija
- Ocena tveganja pri delu
- Delovna terapija
- Preprečevanje z zasnovo
- Varnost-In-Zvok nagrada Odličnost in nagrada v preprečevanju izgube sluha
- Varna zaščita (revija) (na Novi Zelandiji)
- Skandinavski list o delu, okolju in zdravju
- Seulska izjava za varnost in zdravje pri delu
- Delavska nadomestila